# Нижний Торгай
Ни́жний Торга́й (каз. Төменгі Торғай) — село в Ерейментауском районе Акмолинской области Казахстана. Входит в состав Тургайского сельского округа. Код КАТО — 114659200.

## География
Село расположено в южной части района, на расстоянии примерно 32 километров (по прямой) к северо-западу от административного центра района — города Ерейментау, в 3 километрах к северо-западу от административного центра сельского округа — села Тургай.
Абсолютная высота — 264 метров над уровнем моря.
Ближайшие населённые пункты: село Тургай — на юго-востоке, аул Карагайлы — на юге, село Кызылту — на северо-западе.
Восточнее села проходит автодорога областного значения — Р-6 «Макинск — Аксу — Торгай», западнее села — железная дорога «Заозёрное — Ерейментау».

## Население
В 1989 году население села составляло 235 человек (из них казахи — 57 %, украинцы — 20 %).
В 1999 году население села составляло 176 человек (91 мужчина и 85 женщин). По данным переписи 2009 года, в селе проживало 112 человек (55 мужчин и 57 женщин).
| Численность населения | Численность населения | Численность населения |
| 1989                  | 1999                  | 2009                  |
| --------------------- | --------------------- | --------------------- |
| 235                   | ↘176                  | ↘112                  |

## Улицы[6]
- ул. Достык